# Hampton Roads Admirals
Die Hampton Roads Admirals waren ein US-amerikanisches Eishockeyfranchise aus Norfolk, Virginia. Die Spielstätte der Admirals war das Norfolk Scope.

## Geschichte
Das Franchise wurde im Jahr 1989 gegründet und nahm seinen Spielbetrieb in der ECHL auf. Cheftrainer wurde John Brophy, der die Admirals in die folgenden elf Spielzeiten führte. Die Admirals erreichten in ihrer Premierensaison in 60 Partien ebenso viele Punkte, womit sie den fünften Rang ihrer Gruppe belegten und sich für die Play-offs qualifizieren konnten. In der ersten Runde unterlagen sie den Erie Panthers knapp in fünf Partien. In der darauffolgenden Spielzeit errangen die Admirals 82 Punkte und gewannen die East Division. In den Play-offs wurden nacheinander die Richmond Renegades, Johnstown Chiefs und Greensboro Monarchs besiegt und die Admirals gewannen erstmals den Kelly Cup. In der Saison 1991/92 gelang es den Hampton Roads Admirals als erstes Team, den Kelly Cup erfolgreich zu verteidigen. Die Finalserie gegen die Louisville Icehawks wurde in nur vier Partien gewonnen.
Auch in der folgenden fünf Spielzeiten qualifizierten sich die Admirals durchgehend für die Play-offs, mehr als die zweite Runde wurde dabei aber nicht erreicht. In der Spielzeit 1997/98 erreichten die Admirals mit 74 Punkten die Play-offs nur denkbar knapp, die nicht qualifizierten Columbus Chill lagen nur einen Punkt hinter den Hampton Roads Admirals. In den Play-offs überraschten die Admirals und nach Siegen gegen die Peoria Rivermen, Roanoke Express, Wheeling Nailers und Pensacola Ice Pilots errangen die Admirals ihren dritten Kelly Cup. Die letzten zwei Spielzeiten endeten wie die meisten der Admirals, das Team qualifizierte sich für die Play-offs, zu mehr als dem Einzug in die dritte Runde reichte es aber nicht. Im Jahr 2000 wurde das Franchise aufgelöst und durch die Norfolk Admirals, die den Spielbetrieb in der American Hockey League aufnahmen, ersetzt.

## Saisonstatistik
Abkürzungen: GP = Spiele, W = Siege, L = Niederlagen, T = Unentschieden, OTL = Niederlagen nach Overtime SOL = Niederlagen nach Shootout, Pts = Punkte, GF = Erzielte Tore, GA = Gegentore, PIM = Strafminuten
| Saison  | Division  | GP | W  | L  | T  | OTL | Pts | Pct   | GF  | GA  | PIM  | Cheftrainer | Playoffs                        |
| 1989/90 | East      | 60 | 29 | 29 | 0  | 2   | 60  | 0.483 | 252 | 267 | 1902 | John Brophy | Niederlage in der ersten Runde  |
| 1990/91 | East      | 64 | 38 | 20 | 0  | 6   | 82  | 0.594 | 300 | 248 | 2131 | John Brophy | Kelly Cup                       |
| 1991/92 | East      | 64 | 42 | 20 | 0  | 2   | 86  | 0.656 | 298 | 220 | 2097 | John Brophy | Kelly Cup                       |
| 1992/93 | East      | 64 | 37 | 21 | 0  | 6   | 80  | 0.578 | 294 | 235 | 2441 | John Brophy | Niederlage in der ersten Runde  |
| 1993/94 | East      | 68 | 41 | 19 | 0  | 8   | 90  | 0.603 | 298 | 246 | 2272 | John Brophy | Niederlage in der zweiten Runde |
| 1994/95 | East      | 68 | 37 | 23 | 0  | 8   | 82  | 0.544 | 255 | 239 | 2522 | John Brophy | Niederlage in der ersten Runde  |
| 1995/96 | East      | 70 | 32 | 25 | 0  | 13  | 77  | 0.457 | 278 | 265 | 2756 | John Brophy | Niederlage in der ersten Runde  |
| 1996/97 | East      | 70 | 46 | 19 | 5  | 0   | 97  | 0.693 | 286 | 223 | 2256 | John Brophy | Niederlage in der zweiten Runde |
| 1997/98 | Northeast | 70 | 32 | 28 | 10 | 0   | 74  | 0.529 | 222 | 225 | 1902 | John Brophy | Kelly Cup                       |
| 1998/99 | Northeast | 70 | 38 | 24 | 8  | 0   | 84  | 0.600 | 215 | 213 | 2147 | John Brophy | Niederlage in der zweiten Runde |
| 1999/00 | Northeast | 70 | 44 | 22 | 0  | 4   | 92  | 0.629 | 241 | 198 | 2189 | John Brophy | Niederlage in der dritten Runde |

## Team-Rekorde

### Karriererekorde
Spiele: 528  Rod Taylor
Tore: 312  Rod Taylor
Assists: 282  Victor Gervais
Punkte: 565  Rod Taylor
Strafminuten: 856  Rod Taylor

## Bekannte Spieler
- Serge Aubin
- Dany Bousquet
- Andrew Brunette
- Sébastien Charpentier
- Aaron Downey
- Olaf Kölzig
- Ján Lašák
- Steve Poapst
- John Parco
- Marc Seliger
- Mike Siklenka
- Stephen Valiquette